# Ozarba rufula
Ozarba rufula là một loài bướm đêm trong họ Noctuidae.